# 魯閔公
魯閔公（前669年？—前660年），即姬啟，一名啟方，為春秋諸侯國魯國君主之一，是魯國第十七任君主。

## 生平
他是魯莊公和叔姜的兒子。近人考証謂於周惠王八年（前669年）出生，至周惠王十七年（前660年）去世，年約十歲。
父亲莊公死前，他的一位叔叔叔牙建議立莊公庶長兄慶父，另一位叔叔季友則支持立他的兄弟、莊公庶子子般。季友於是借莊公之命賜死叔牙，莊公病逝，季友立子般為君，十月慶父殺子般，立莊公另一庶子啟為魯君，即魯閔公。在位期間的卿為公子慶父、季友。
魯閔公亦是齊桓公的外甥，對齊桓公很尊敬，因此齊魯無大事，直到兩年後公子慶父以毒餅殺死魯閔公，齊桓公才派兵迎立魯閔公之弟魯公。
他的祖父鲁桓公、父亲魯莊公安葬于阚城，他亦按照埋葬周天子的礼仪法规安葬于阚城。所在即鲁九公墓:89，在今济宁市境内。